# Jaciment arqueològic Yoshinogari
Yoshinogari (吉野ヶ里遺跡, Yoshinogari iseki) és el nom d'un gran i complex jaciment arqueològic Yayoi a Yoshinogari i Kanzaki, en la Prefectura de Saga, Kyushu, Japó. D'acord amb la cronologia establerta per seriacions de ceràmica Yayoi al s. XX, Yoshinogari estigué actiu entre el segle III a.e.c. i el segle III e.c. Els mètodes de datació absoluta, però, com la datació per radiocarboni o amb espectrometria de masses han indicat que el més antic component Yayoi trobat a Yoshinogari és anterior al 400 a.e.c.

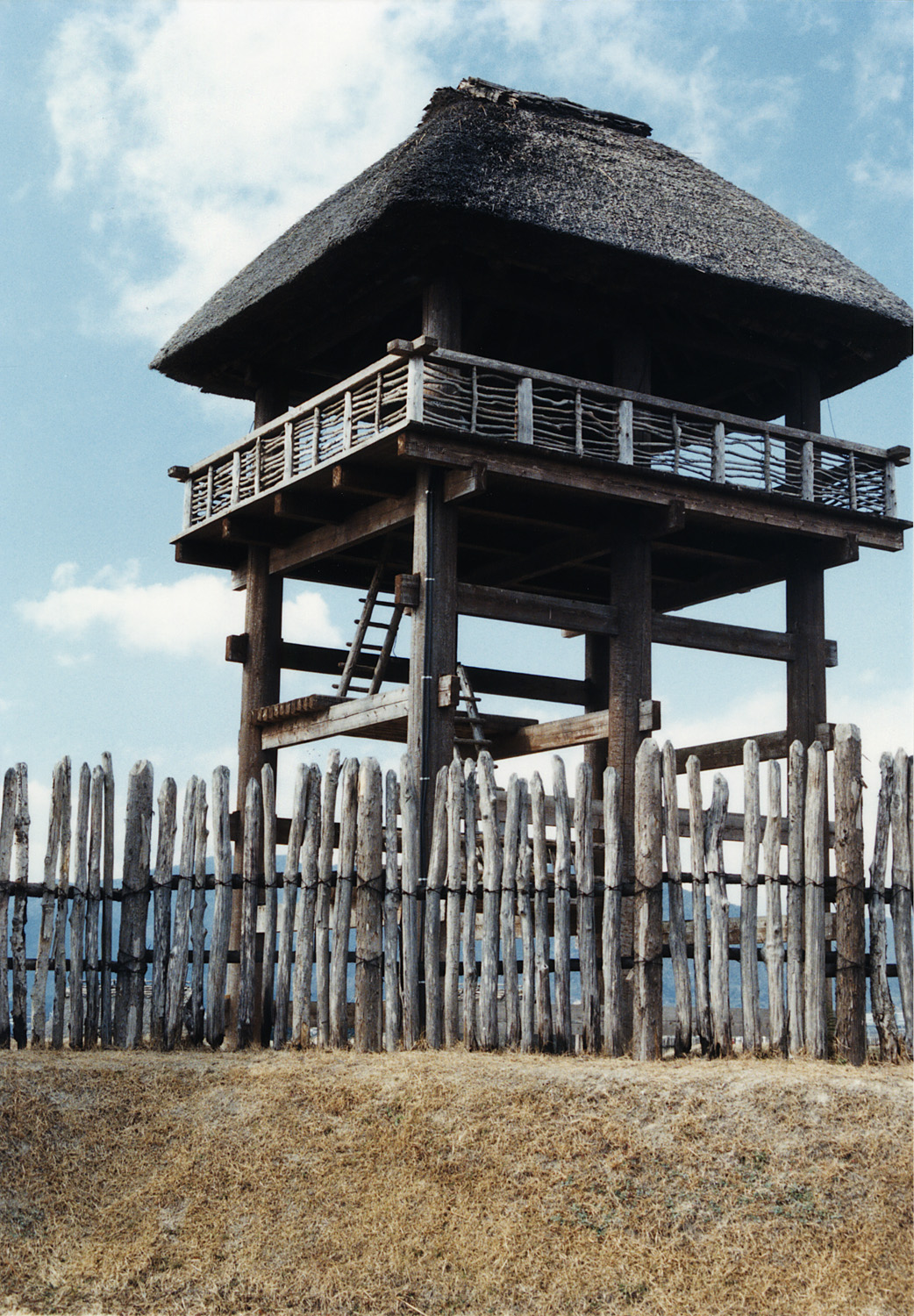
Reconstrucció d'edificació Yayoi amb pis elevat (torre de vigilància?), jaciment Yoshinogari

Aquest jaciment és de gran importància per a la prehistòria japonesa i mundial per la seua grandària, les característiques destacades del conjunt i els objectes que s'hi han trobat. Yoshinogari es compon d'un assentament, un cementeri, i uns recintes envoltats de rases i estacades. A Yoshinogari s'han descobert una gran gamma d'objectes, inclosos espills de bronze de la Xina, espills d'estil japonés de bronze, dagues de bronze, monedes, campanes, i halberds, eines de ferro i de fusta, pèl humà prehistòric, entre d'altres. El lloc abasta una àrea de 40 hectàrees. Des de 1986 ha estat explorat i investigat per arqueòlegs de diversos instituts i agències. A causa de les seues característiques destacades, els objectes trobats i el seu significat per a la prehistòria i protohistòria del Japó, fou designat el 1991 "Lloc històric nacional especial", i el 1992 s'hi creà un parc nacional. S'han reconstruït diverses estructures antigues i el parc és una important atracció.

## Característiques del període mitjà

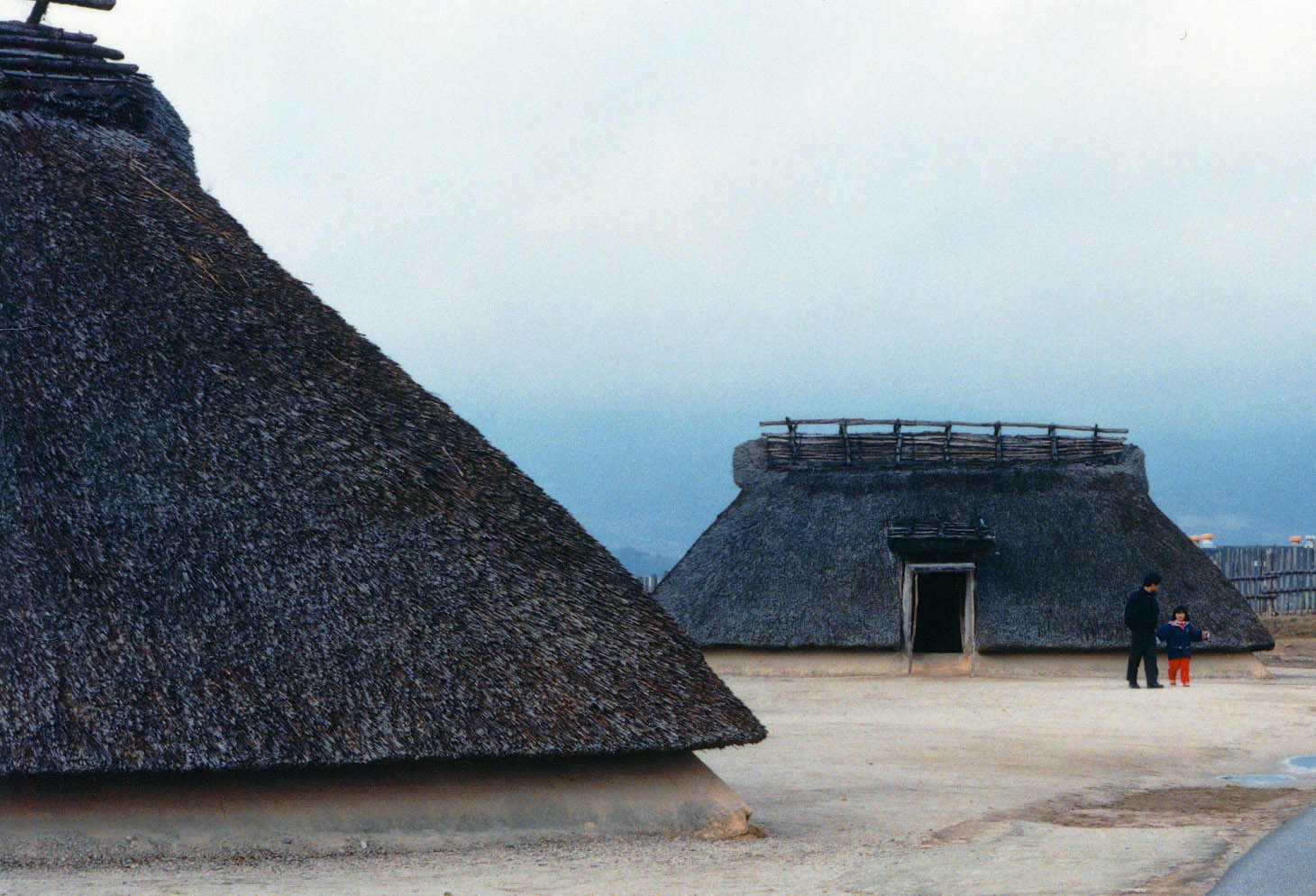
Cases reconstruïdes

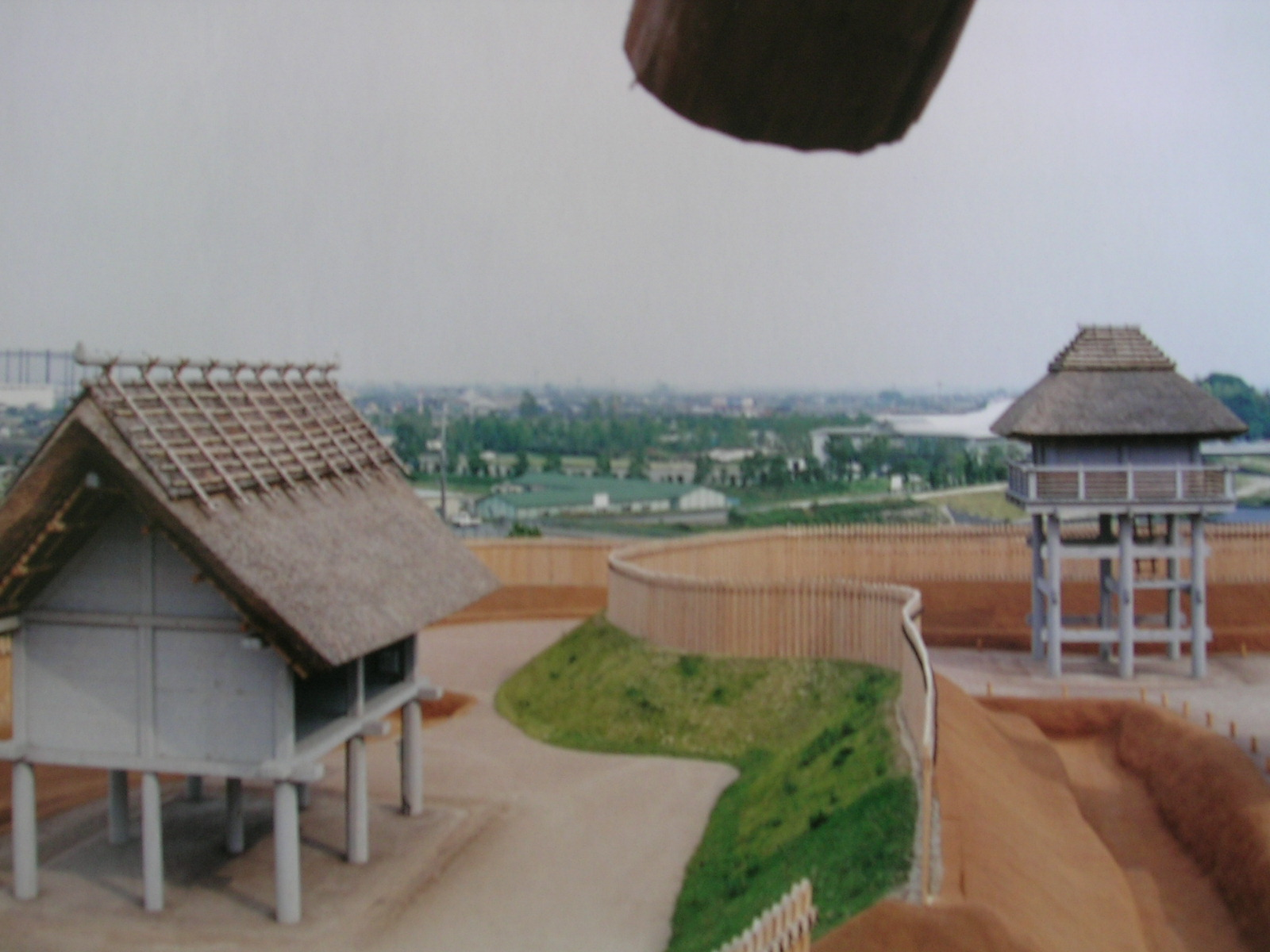
Recinte nord amb reconstruccions d'edificacions Yayoi tardanes amb terres elevats, rases i estacades a Yoshinogari

Els elements mortuoris són prominents en aquest subperíode. Per exemple, un lloc d'enterrament en monticle de 30 x 40 m es construí a l'extrem nord del turó. Cinc dels sis enterraments en atuells al centre del monticle contenien ornaments cilíndrics de jade elaborats en cristall de la Xina i dagues de bronze de la península coreana. El monticle és en una zona allunyada d'on són la majoria dels enterraments, la qual cosa confirma la teoria d'alguns arqueòlegs que en aquest túmul se soterraren els dirigents de Yoshinogari. (Barnes 1993:220-221; Imamura 1996:182; SPBE 2000).
Més de 2.000 atuells funeraris que daten d'aquest període s'han trobat en les excavacions, tant dins com fora de les àrees amb trinxeres. Molts d'aquests enterraments estaven disposats en una llarga filera, d'alguns centenars de metres de llarg, paral·lela a la longitud del turó al centre del jaciment. Els objectes excavats del període Yayoi mitjà indiquen la presència d'algunes distincions d'estatus. Grans graners de fusta de pis alt es construïren a la fi d'aquest període al centre i a l'extrem sud del lloc. Sembla que una zona del període Yayoi mitjà es dedicava a la fosa d'objectes de bronze, perquè se n'han trobat molts motles allí, i elements de ceràmica semblant a la que era comuna a la costa de Corea (potser del darrer "jeomtodae togi", hanja: 粘土带土器 o començaments del "togi wajil", hanja: 瓦质土器). Aquests fets han conduït alguns arqueòlegs japonesos a proposar que, durant el Yayoi mitjà, la interacció amb la península coreana estava relacionada amb la tècnica del buidatge en bronze.